# Sierra maldita
Sierra maldita è un film del 1955 diretto da Antonio del Amo.

## Riconoscimenti
- Festival internazionale del cinema di San Sebastián
  - 1954 - Concha de Oro